# Christophe Van Rompaey
 (octobre 2018).
Christophe Van Rompaey, né le 18 avril 1970 à Gand, est un réalisateur et producteur belge.

## Filmographie

### Réalisateur
- 2001 : Oh My God?![2]
- 2008 : Moscow, Belgium[3]
- 2011 : Lena[4]
- 2016 : Vincent[5]

### Producteur
- 2001 : Gridlock de Dirk Beliën[6]
- 2002 : Alias de Jan Verheyen[7]